# Lake Yirol
Lake Yirol är en sjö i Sydsudan.   Den ligger i delstaten Lakes, i den centrala delen av landet, 230 kilometer nordväst om huvudstaden Juba. Lake Yirol ligger 427 meter över havet. Arean är 5,9 kvadratkilometer. Den sträcker sig 3,5 kilometer i nord-sydlig riktning, och 4,3 kilometer i öst-västlig riktning.
Följande samhällen ligger vid Lake Yirol:
- Yirol (11 650 invånare)